# Черна-Варф (Мехединци)
Черна-Варф (рум. Cerna-Vârf) насеље је у Румунији у округу Мехединци у општини Исверна. Oпштина се налази на надморској висини од 400 m.

## Становништво
Према подацима из 2011. године у насељу је живело 268 становника.